# So Far... The Best Of
So Far... The Best is het eerste verzamelalbum van de Ierse zangeres Sinéad O'Connor. Het werd uitgebracht in 1997. Het album bevat nummers afkomstig van O'Connors eerste vier studioalbums verschenen aangevuld met verschillende nummers die niet eerder op een album van O'Connor stonden. 
So Far... The Best Of was haar laatste album bij Chrysalis Records, want in 1998 stapte ze over naar Atlantic Records. 
Van het verzamelalbum zijn twee versies uitgebracht: een voor de Noord-Amerikaanse markt en een voor de rest van de wereld. 
Het album belandde op de 28e plaats in de UK Albums Chart, plek 42 in de Nederlandse Album Top 100. Het behaalde ook de top 100 in Duitsland, Ierland, Oostenrijk, Vlaanderen en Nieuw-Zeeland. Het album werd in Nederland gecertificeerd met een gouden plaat.

## Tracklijst

### Internationale editie
1. "Nothing Compares 2 U" (Prince)
2. "Mandinka" (O'Connor)
3. "The Emperor's New Clothes" (O'Connor)
4. "Thank You for Hearing Me" (O'Connor, Reynolds)
5. "The Last Day of Our Acquaintance" (O'Connor)
6. "Fire on Babylon" (O'Connor, Reynolds)
7. "Troy" (O'Connor)
8. "I Am Stretched on Your Grave" (trad., arrangement O'Connor)
9. "Jackie" (O'Connor)
10. "Success Has Made a Failure of Our Home" (Mullins, O'Connor)
11. "John I Love You" (O'Connor)
12. "Empire" (Bomb The Bass featuring Benjamin Zephaniah & Sinéad O'Connor) (Tim Simeon, O'Connor, Benjamin Zephaniah)
13. "Don't Cry for Me, Argentina" (Tim Rice, Andrew Lloyd Webber)
14. "You Made Me the Thief of Your Heart" (Bono, Gavin Friday, Maurice Seezer)
15. "This Is a Rebel Song" (O'Connor)

### North American
1. "Nothing Compares 2 U" (Prince)
2. "Mandinka" (O'Connor)
3. "The Emperor's New Clothes" (O'Connor)
4. "The Last Day of Our Acquaintance" (O'Connor)
5. "Fire on Babylon" (O'Connor, John Reynolds)
6. "Troy" (O'Connor)
7. "I Am Stretched on Your Grave" (Traditional, arranged by O'Connor)
8. "Success Has Made a Failure of Our Home" (Mullins, O'Connor)
9. "John, I Love You" (O'Connor)
10. "Empire" (Bomb the Bass featuring Benjamin Zephaniah & Sinéad O'Connor) (Simenon, O'Connor, Zephaniah)
11. "I Want Your (Hands on Me)" (O'Connor, Reynolds, Dean, Clowes, Holifield)
12. "Heroine" (The Edge featuring Sinéad O'Connor and Larry Mullen jr.) (The Edge, Brook, O'Connor)
13. "Don't Cry for Me, Argentina" (Rice, Lloyd Webber)
14. "You Made Me the Thief of Your Heart" (Bono, Friday, Seezer)
15. "Just Like U Said It Would B" (O'Connor)